# Acidaliastis micra
Acidaliastis micra là một loài bướm đêm trong họ Geometridae.